# 2. Tennis-Bundesliga (Damen) 2012
Die 2. Tennis-Bundesliga der Damen wurde 2012 zum 14. Mal ausgetragen. In der Saison 2012 wurde erstmals seit 2009 wieder in einer Nord- und Südliga gespielt, in denen jeweils sieben Mannschaften teilnahmen.
Die Begegnungen wurden vom 13. Mai bis 17. Juni 2012 ausgetragen.

## Spieltage und Mannschaften
| Spieltage                               |
| --------------------------------------- |
| 1. Spieltag: So., 13.05.2012, 11:00 Uhr |
| 2. Spieltag: Do., 17.05.2012, 11:00 Uhr |
| 3. Spieltag: So., 20.05.2012, 11:00 Uhr |
| 4. Spieltag: Sa., 26.05.2012, 11:00 Uhr |
| 5. Spieltag: Mo., 28.05.2012, 11:00 Uhr |
| 6. Spieltag: So., 03.06.2012, 11:00 Uhr |
| 7. Spieltag: So., 17.06.2012, 11:00 Uhr |

| Mannschaften 2. BL Nord |
| ----------------------- |
| Der Club an der Alster  |
| Lintorfer TC 1972       |
| LTTC Rot-Weiß Berlin    |
| Rochusclub Düsseldorf   |
| RTHC Bayer Leverkusen   |
| TC Blau-Weiss Halle     |
| TC Blau-Weiß Berlin     |

| Mannschaften 2. BL Süd         |
| ------------------------------ |
| BASF TC Ludwigshafen           |
| MTTC Iphitos München           |
| Ski-Club Ettlingen             |
| PSD Bank Schießgraben Augsburg |
| TC Amberg am Schanzl           |
| TC Augsburg Siebentisch        |
| TC GW Luitpoldpark München     |

## 2. Bundesliga Nord

### Saisonüberblick
Nach zwei Jahren, in denen die 2. Bundesliga der Damen nur eingleisig mit sieben Mannschaften gespielt wurde, ist 2012 wieder in zwei Gruppen gespielt worden, so dass zusätzlich sechs Teams aus den Regionalligen in die 2. Bundesliga Damen Nord aufgestiegen sind.
Den Aufstieg sicherte sich nach sieben Spieltagen der TC Blau-Weiss Berlin, der im Jahr zuvor erst aus der 1. Bundesliga abgestiegen war.

### Abschlusstabelle
|     | Mannschaft                 | Begegnungen | Punkte | Matches | Sätze | Spiele  |
| --- | -------------------------- | ----------- | ------ | ------- | ----- | ------- |
| 01. | TC Blau-Weiß Berlin (A)    | 6           | 12:0   | 48:6    | 98:22 | 616:354 |
| 02. | TC Blau-Weiss Halle (N)    | 6           | 8:4    | 27:27   | 62:63 | 481:473 |
| 03. | RTHC Bayer Leverkusen (N)  | 6           | 6:6    | 31:23   | 68:54 | 493:426 |
| 04. | Rochusclub Düsseldorf (N)  | 6           | 6:6    | 24:30   | 57:72 | 463:518 |
| 05. | LTTC Rot-Weiß Berlin (N)   | 6           | 6:6    | 22:32   | 56:68 | 463:501 |
| 06. | Der Club an der Alster (N) | 6           | 2:10   | 19:35   | 50:75 | 433:526 |
| 07. | Lintorfer TC 1972 (N)      | 6           | 2:10   | 18:36   | 42:79 | 388:539 |

|     | Aufstieg in die 1. Bundesliga: TC Blau-Weiß Berlin |
|     | Abstieg in die Tennis-Regionalliga der Damen: Lintorfer TC 1972 |
| (N) | Aufsteiger aus den Regionalligen in die 2. Tennis-Bundesliga der Damen: TC Blau-Weiss Halle, RTHC Bayer Leverkusen, Rochusclub Düsseldorf, LTTC Rot-Weiß Berlin, Der Club an der Alster, Lintorfer TC 1972 |
| (A) | Absteiger aus der 1. Bundesliga: TC Blau-Weiß Berlin |

### Mannschaftskader
| Pos. | Name                  |
| ---- | --------------------- |
| 1    | Carina Witthöft       |
| 2    | Vivian Heisen         |
| 3    | Katharina Holert      |
| 4    | Jennifer Witthöft     |
| 5    | Inna Kusmenko         |
| 6    | Alida Müller-Wehlau   |
| 7    | Linda Berlinecke      |
| 8    | Gitte Möller          |
| 9    | Lisa Matviyenko       |
| 10   | Denisa Ibrahimovic    |
| 11   | Saskia Monien         |
| 12   | Claudia Hoffmann-Timm |
| 13   | Karoline Grymel       |
| 14   | Lorraine Larbig       |
| 15   | Janina Horn           |
| 16   |                       |

| Pos. | Name                    |
| ---- | ----------------------- |
| 1    | Sarah Gronert           |
| 2    | Katarzyna Kawa          |
| 3    | Alina Wessel            |
| 4    | Ina Patricia Zimmermann |
| 5    | Daniela Kalthoff        |
| 6    | Volha Kalodzitsa        |
| 7    | Sarah Krohnen-Dauser    |
| 8    | Nina Nissen             |
| 9    | Lisa Krohnen-Dauser     |
| 10   | Hannah Al-Sakati        |
| 11   | Iris Weiz               |
| 12   | Carina Hümbs            |
| 13   | Iryna Vavrikova         |
| 14   | Dana Hümbs              |
| 15   | Johanna Frye            |
| 16   |                         |

| Pos. | Name                  |
| ---- | --------------------- |
| 1    | Diana Enache          |
| 2    | Simona Dobrá          |
| 3    | Ema Mikulčić          |
| 4    | Dejana Raickovic      |
| 5    | Bianca Hincu          |
| 6    | Grace Mpassy-Nzoumba  |
| 7    | Jessica Sabeshinskaja |
| 8    | Camille Gbaguidi      |
| 9    | Nicole Müller         |
| 10   | Jenny Trettin         |
| 11   | Saskia Saberschinsky  |
| 12   | Lorene Foerste        |
| 13   | Beata Stepantchenko   |
| 14   | Madelaine Johnsson    |
| 15   |                       |
| 16   |                       |

| Pos. | Name                   |
| ---- | ---------------------- |
| 1    | Mihaela Buzărnescu     |
| 2    | Katalin Marosi         |
| 3    | Vanessa Henke          |
| 4    | Cindy Burger           |
| 5    | Madita Suer            |
| 6    | Alice Tesan            |
| 7    | Nora Niedmers          |
| 8    | Laura Charlotte Zelder |
| 9    | Dorit Waligura         |
| 10   | Ruth Braukmann         |
| 11   | Ksenia Pronina         |
| 12   | Constanze Kürten       |
| 13   | Camilla Waldecker      |
| 14   | Anna-Catharina Zoske   |
| 15   |                        |
| 16   |                        |

| Pos. | Name               |
| ---- | ------------------ |
| 1    | Annika Beck        |
| 2    | Carolina Zeballos  |
| 3    | Julia Kimmelmann   |
| 4    | Jelena Pandžić     |
| 5    | Caroline Maes      |
| 6    | Stefanie Weinstein |
| 7    | Katharina Rath     |
| 8    | Eleanor Dean       |
| 9    | Romy Kölzer        |
| 10   | Jeanette Dräger    |
| 11   | Sina Niketta       |
| 12   | Jennifer Rink      |
| 13   | Bianca Theisen     |
| 14   | Kirsten Jörn       |
| 15   | Tamara Plocher     |
| 16   | Annika Biro        |

| Pos. | Name                 |
| ---- | -------------------- |
| 1    | Nastassja Burnett    |
| 2    | Richèl Hogenkamp     |
| 3    | Nikola Hofmanova     |
| 4    | Marina Melnikowa     |
| 5    | Lesley Kerkhove      |
| 6    | Nina Zander          |
| 7    | Morgane Pons         |
| 8    | Barbara Haas         |
| 9    | Lisa-Marie Mätschke  |
| 10   | Derya Turhan         |
| 11   | Christine Sperling   |
| 12   | Dessislawa Topalowa  |
| 13   | Giulia Riepe         |
| 14   | Tanja Klee           |
| 15   | Renate van Oorschodt |
| 16   | Laura Wloka          |

| Pos. | Name                 |
| ---- | -------------------- |
| 1    | Nina Brattschikowa   |
| 2    | Eliza Kostowa        |
| 3    | Sandra Zaniewska     |
| 4    | Kristína Kučová      |
| 5    | Ivana Lisjak         |
| 6    | Anna Klasen          |
| 7    | Květa Peschke        |
| 8    | Klaudia Jans-Ignacik |
| 9    | Vivien Weber         |
| 10   | Syna Schreiber       |
| 11   | Saskia Kohlhaas      |
| 12   | Louisa Schubert      |
| 13   | Marie Gervelis       |
| 14   | Sophie Engelhardt    |
| 15   | Jill Sedlaschek      |
| 16   |                      |

### Ergebnisse
Spielfreie Begegnungen werden nicht gelistet.
| Datum/Uhrzeit      | Heimmannschaft         | Gastmannschaft         | Matches | Sätze  | Spiele  |
| ------------------ | ---------------------- | ---------------------- | ------- | ------ | ------- |
| So. 13. Mai 11:00  | LTTC Rot-Weiß Berlin   | RTHC Bayer Leverkusen  | 5:4     | 012:8  | 089:73  |
| So. 13. Mai 11:00  | TC Blau-Weiss Halle    | TC Blau-Weiss Berlin   | 1:8     | 02:16  | 063:105 |
| So. 13. Mai 11:00  | Rochusclub Düsseldorf  | Lintorfer TC 1972      | 5:4     | 011:9  | 080:72  |
| Do. 17. Mai 11:00  | Lintorfer TC 1972      | LTTC Rot-Weiß Berlin   | 4:5     | 08:11  | 070:74  |
| Do. 17. Mai 11:00  | TC Blau-Weiss Berlin   | Der Club an der Alster | 7:2     | 014:6  | 099:74  |
| Do. 17. Mai 11:00  | Rochusclub Düsseldorf  | RTHC Bayer Leverkusen  | 2:7     | 08:15  | 079:96  |
| So. 20. Mai 11:00  | Der Club an der Alster | LTTC Rot-Weiß Berlin   | 5:4     | 011:11 | 072:82  |
| So. 20. Mai 11:00  | Lintorfer TC 1972      | TC Blau-Weiss Halle    | 4:5     | 09:12  | 066:87  |
| So. 20. Mai 11:00  | TC Blau-Weiss Berlin   | Rochusclub Düsseldorf  | 7:2     | 016:5  | 0103:60 |
| Sa. 26. Mai 11:00  | RTHC Bayer Leverkusen  | Lintorfer TC 1972      | 8:1     | 016:3  | 0101:47 |
| Sa. 26. Mai 11:00  | TC Blau-Weiss Halle    | Der Club an der Alster | 7:2     | 015:6  | 097:63  |
| Sa. 26. Mai 11:00  | LTTC Rot-Weiß Berlin   | TC Blau-Weiss Berlin   | 0:9     | 02:18  | 045:107 |
| Mo. 28. Mai 11:00  | TC Blau-Weiss Halle    | Rochusclub Düsseldorf  | 5:4     | 013:10 | 084:69  |
| Mo. 28. Mai 11:00  | Der Club an der Alster | RTHC Bayer Leverkusen  | 2:7     | 05:15  | 046:91  |
| Mo. 28. Mai 11:00  | TC Blau-Weiss Berlin   | Lintorfer TC 1972      | 9:0     | 018:3  | 0104:55 |
| So. 3. Juni 11:00  | Lintorfer TC 1972      | Der Club an der Alster | 5:4     | 010:11 | 078:93  |
| So. 3. Juni 11:00  | RTHC Bayer Leverkusen  | TC Blau-Weiss Halle    | 4:5     | 010:10 | 075:67  |
| So. 3. Juni 11:00  | Rochusclub Düsseldorf  | LTTC Rot-Weiß Berlin   | 6:3     | 013:8  | 096:78  |
| So. 17. Juni 11:00 | LTTC Rot-Weiß Berlin   | TC Blau-Weiss Halle    | 5:4     | 012:10 | 095:83  |
| So. 17. Juni 11:00 | RTHC Bayer Leverkusen  | TC Blau-Weiss Berlin   | 1:8     | 04:16  | 057:98  |
| So. 17. Juni 11:00 | Der Club an der Alster | Rochusclub Düsseldorf  | 4:5     | 011:10 | 085:79  |

## 2. Bundesliga Süd

### Saisonüberblick
Nach dem Aufstieg des Ratinger TC Grün-Weiß und ETuF Essen in die 1. Bundesliga, wurde die 2. Bundesliga Damen Süd durch die Aufsteiger TC Amberg am Schanzl, MTTC Iphitos München und BASF TC Ludwigshafen komplettiert. Letzterer sicherte sich als Aufsteiger die Meisterschaft und somit das Aufstiegsrecht in die 1. Bundesliga.

### Abschlusstabelle
|     | Mannschaft                     | Begegnungen | Punkte | Matches | Sätze | Spiele  |
| --- | ------------------------------ | ----------- | ------ | ------- | ----- | ------- |
| 01. | BASF TC Ludwigshafen (N)       | 6           | 10:2   | 35:19   | 76:50 | 529:456 |
| 02. | TC Augsburg Siebentisch        | 6           | 8:4    | 28:26   | 64:56 | 479:443 |
| 03. | TC Amberg am Schanzl (N)       | 6           | 6:6    | 33:21   | 72:48 | 534:428 |
| 04. | MTTC Iphitos München (N)       | 6           | 6:6    | 25:29   | 57:62 | 468:473 |
| 05. | Ski-Club Ettlingen             | 6           | 4:8    | 28:26   | 64:60 | 478:456 |
| 06. | TC GW Luitpoldpark München     | 6           | 4:8    | 20:34   | 54:79 | 459:547 |
| 07. | PSD Bank Schießgraben Augsburg | 6           | 4:8    | 20:34   | 47:79 | 410:554 |

|     | Aufstieg in die 1. Bundesliga: BASF TC Ludwigshafen                                                                                      |
|     | Abstieg in die Tennis-Regionalliga der Damen: TC GW Luitpoldpark München, PSD Bank Schießgraben Augsburg                                 |
| (N) | Aufsteiger aus den Regionalligen in die 2. Tennis-Bundesliga der Damen: BASF TC Ludwigshafen, MTTC Iphitos München, TC Amberg am Schanzl |

### Mannschafts-Kader
| Pos. | Name                       |
| ---- | -------------------------- |
| 1    | Zuzana Ondrášková          |
| 2    | Laura Thorpe               |
| 3    | Sopia Schapatawa           |
| 4    | Eva Fernandez-Brugues      |
| 5    | Ioana Raluca Olaru         |
| 6    | Dominice Ripoll            |
| 7    | Kateřina Böhmová           |
| 8    | Madeline Bosnjak           |
| 9    | Tereza Hladíková           |
| 10   | Jil Nora Engelmann         |
| 11   | Anne Zehetgruber           |
| 12   | Anica Wünsche von Leupoldt |
| 13   | Madeleine Geibert          |
| 14   | Valentina Schneider        |
| 15   | Nathalie Scherdel          |
| 16   | Nadine Lang                |

| Pos. | Name                    |
| ---- | ----------------------- |
| 1    | Estrella Cabeza Candela |
| 2    | Anastassija Piwowarowa  |
| 3    | Annalisa Bona           |
| 4    | Monique Adamczak        |
| 5    | Lenka Juríková          |
| 6    | Audrey Bergot           |
| 7    | Sarah-Rebecca Sekulic   |
| 8    | Sabrina Jolk            |
| 9    | Vroni Hinterseer        |
| 10   | Claudine Schaul         |
| 11   | Sarina Müller           |
| 12   | Jasmin Ladurner         |
| 13   | Magdalena Österle       |
| 14   | Samantha Hörter         |
| 15   | Angela Werschel         |
| 16   | Duygu Öztürk            |

| Pos. | Name                |
| ---- | ------------------- |
| 1    | Amra Sadikovic      |
| 2    | Paula Kania         |
| 3    | Anna Korzeniak      |
| 4    | Tatjana Priachin    |
| 5    | Svenja Weidemann    |
| 6    | Darina Sedenková    |
| 7    | Mia Buric           |
| 8    | Tanja Hirschauer    |
| 9    | Katerina Kaminkova  |
| 10   | Julia Bluhm         |
| 11   | Elba Zipfel         |
| 12   | Julia Bauer         |
| 13   | Denise Höfer        |
| 14   | Selina Scheffer     |
| 15   | Susanne Reh         |
| 16   | Sarah Weschenfelder |

| Pos. | Name                 |
| ---- | -------------------- |
| 1    | Ekaterine Gorgodze   |
| 2    | Denisa Allertova     |
| 3    | Jana Jandova         |
| 4    | Monika Tumova        |
| 5    | Lisa Ehrensberger    |
| 6    | Melanie Hafner       |
| 7    | Patricia Schmid      |
| 8    | Julia Jung           |
| 9    | Sibylle Schmid       |
| 10   | Corinna Probst       |
| 11   | Ute Fuchs            |
| 12   | Melissa Meyer        |
| 13   | Verena Breitner      |
| 14   | Maren Elena Elbrecht |
| 15   | Kathrin Utz          |
| 16   |                      |

| Pos. | Name               |
| ---- | ------------------ |
| 1    | Laura-Ioana Andrei |
| 2    | Sybille Bammer     |
| 3    | Martina Borecká    |
| 4    | Stephanie Wagner   |
| 5    | Tereza Jankovská   |
| 6    | Kateřina Šišková   |
| 7    | Klára Kopřivová    |
| 8    | Alena Vašková      |
| 9    | Sona Novakova      |
| 10   | Carolin Habich     |
| 11   | Nona Ruppert       |
| 12   | Manuela Materak    |
| 13   | Lena Ruppert       |
| 14   | Angelina Dimler    |
| 15   | Lara Martin        |
| 16   |                    |

| Pos. | Name                |
| ---- | ------------------- |
| 1    | Petra Kvitová       |
| 2    | Francesca Schiavone |
| 3    | Eva Birnerová       |
| 4    | Maria Elena Camerin |
| 5    | Julia Schruff       |
| 6    | Lenka Wienerová     |
| 7    | Tadeja Majerič      |
| 8    | Alice Balducci      |
| 9    | Michaela Pochabová  |
| 10   | Ana Timotić         |
| 11   | Michaela Paštiková  |
| 12   | Laura Dell Angelo   |
| 13   | Caroline Nothnagel  |
| 14   | Maria Schneider     |
| 15   | Verena Schweyer     |
| 16   |                     |

| Pos. | Name                 |
| ---- | -------------------- |
| 1    | Angelika Bachmann    |
| 2    | Daniela Kix          |
| 3    | Lena Hofmann         |
| 4    | Julija Stamatowa     |
| 5    | Eva-Maria Hoch       |
| 6    | Julia Thiem          |
| 7    | Lisa Summerer        |
| 8    | Luisa Marie Huber    |
| 9    | Verena Gantschnig    |
| 10   | Luba Schifris        |
| 11   | Michaela Niedermeier |
| 12   | Katharina Bräutigam  |
| 13   | Alissia Gleixner     |
| 14   | Alicia Itkis         |
| 15   | Hannah Reich         |
| 16   | Marita Mannert       |

### Ergebnisse
| Datum/Uhrzeit      | Heimmannschaft                 | Gastmannschaft                 | Matches | Sätze  | Spiele  |
| ------------------ | ------------------------------ | ------------------------------ | ------- | ------ | ------- |
| So. 13. Mai 11:00  | TC Amberg am Schanzl           | TC Augsburg Siebentisch        | 3:6     | 08:13  | 085:86  |
| So. 13. Mai 11:00  | PSD Bank Schießgraben Augsburg | MTTC Iphitos München           | 4:5     | 09:11  | 073:89  |
| So. 13. Mai 11:00  | TC GW Luitpoldpark München     | Ski-Club Ettlingen             | 5:4     | 012:9  | 088:77  |
| Do. 17. Mai 13:00  | Ski-Club Ettlingen             | PSD Bank Schießgraben Augsburg | 4:5     | 010:10 | 082:80  |
| Do. 17. Mai 13:00  | TC Augsburg Siebentisch        | BASF TC Ludwigshafen           | 7:2     | 014:6  | 099:74  |
| Do. 17. Mai 13:00  | MTTC Iphitos München           | TC GW Luitpoldpark München     | 6:3     | 014:8  | 095:78  |
| So. 20. Mai 11:00  | BASF TC Ludwigshafen           | TC Amberg am Schanzl           | 6:3     | 012:7  | 084:70  |
| So. 20. Mai 11:00  | TC Augsburg Siebentisch        | Ski-Club Ettlingen             | 5:4     | 011:8  | 084:67  |
| So. 20. Mai 11:00  | TC GW Luitpoldpark München     | PSD Bank Schießgraben Augsburg | 3:6     | 010:14 | 083:96  |
| Sa. 26. Mai 11:00  | PSD Bank Schießgraben Augsburg | TC Augsburg Siebentisch        | 4:5     | 08:13  | 057:94  |
| Sa. 26. Mai 11:00  | BASF TC Ludwigshafen           | MTTC Iphitos München           | 6:3     | 013:8  | 093:80  |
| Sa. 26. Mai 11:00  | TC Amberg am Schanzl           | Ski-Club Ettlingen             | 4:5     | 010:11 | 075:81  |
| Mo. 28. Mai 11:00  | MTTC Iphitos München           | TC Amberg am Schanzl           | 2:7     | 05:14  | 064:97  |
| Mo. 28. Mai 11:00  | TC Augsburg Siebentisch        | TC GW Luitpoldpark München     | 6:3     | 013:8  | 090:65  |
| Mo. 28. Mai 11:00  | Ski-Club Ettlingen             | BASF TC Ludwigshafen           | 4:5     | 011:11 | 085:81  |
| So. 3. Juni 11:00  | TC Amberg am Schanzl           | TC GW Luitpoldpark München     | 8:1     | 017:4  | 0107:63 |
| So. 3. Juni 11:00  | MTTC Iphitos München           | TC Augsburg Siebentisch        | 7:2     | 014:4  | 089:43  |
| So. 3. Juni 11:00  | BASF TC Ludwigshafen           | PSD Bank Schießgraben Augsburg | 9:0     | 018:2  | 0109:57 |
| So. 17. Juni 11:00 | Ski-Club Ettlingen             | MTTC Iphitos München           | 7:2     | 014:5  | 089:51  |
| So. 17. Juni 11:00 | TC GW Luitpoldpark München     | BASF TC Ludwigshafen           | 5:4     | 012:12 | 082:82  |
| So. 17. Juni 11:00 | PSD Bank Schießgraben Augsburg | TC Amberg am Schanzl           | 1:8     | 03:16  | 050:100 |